# Gilles Binchois
Gilles Binchois (tudi de Bins, Binch, Binche), franko-flamski skladatelj, pesnik in duhovnik, * okrog 1400, Mons (?), † 20. september 1460, Soigniers.
Bil je eden prvih članov burgundske šole in eden od treh najbolj slavnih skladateljev 1. polovice 15. stoletja. Poleg Guillauma Dufaya in Johna Dunstabla, ki so ju tedanji teoretiki smatrali za boljša skladatelja, pa so imela Bonchoisova dela večji vpliv na druge, saj so njegov material citirali in posnemali mnogi skladatelji.
Priimek Binche verjetno izhaja iz istoimenskega kraja, kjer sta bila rojena njegova starša Jean in Johanna de Binche. Prvi zapisi o skladatelju so se pojavili, ko je 1419 prevzel mesto orglavca v cerkvi St. Waudru v Monsu. Leta 1423 se je preselil v Lille. Pisal je skladbe za potrebe burgundskega dvora, posvetne pesmi o ljubezni in viteštvu in cerkveno glasbo. Glasbo odlikujejo jasne in preproste melodične linije.

## Življenje
Binchois je bil verjetno iz Monsa, sin Jeana in Johanne de Binche, ki je bil morda iz bližnjega mesta Binche. Njegov oče je bil svetnik vojvode Guillaume IV. Hainaulta in je delal tudi v cerkvi v Monsu. O Gillesu ni nič znanega do leta 1419, ko je postal organist v kolegijski cerkvi sv. Valtrude v Monsu. Leta 1423 je odšel živeti v Lille. Približno v tem času je bil morda vojak v službi bodisi Burgundcev bodisi angleškega grofa Suffolka, kot kaže črta v pogrebnem motetu, ki ga je v njegov spomin sestavil Ockeghem. Nekje proti koncu d1420-ih se je pridružil dvorni kapeli v Burgundiji in v času svojega moteta Nove cantum melodie (1432) bil tam očitno pevec, saj je v besedilu samega moteta naštetih vseh 19 pevcev, ki so takrat obstajali. Na koncu se je upokojil v Soigniesu, očitno z veliko pokojnino za dolga leta odličnih služb na burgundskem dvoru.

## Dela
Približno polovico njegove ohranjene posvetne glasbe najdemo v rokopisu Oxford, Bodleian Library MS Canon.

### Fragmenta missarum
1. Kyrie ‘angelorum’;
2. Kyrie ‘apostolorum’, ‘de martiribus’ oder ‘brevioris perfecta’;
3. Kyrie [cunctipotens];
4. Kyrie ‘de dominica’ oder ‘de beata Maria’;
5. Kyrie ‘feriale’;
6. Kyrie ‘in simplici die’;
7. Gloria und Credo;
8. Gloria und Credo ‘brevioris imperfecta per medium’;
9. Gloria ‘hominibus’ und Credo ‘factorem’;
10. Gloria;
11. Gloria;
12. Credo;
13. Credo ‘aversi’ oder ‘autenti triti irregularis’;
14. Sanctus und Agnus;
15. Sanctus und Agnus für tiefe Stimmen;
16. Sanctus und Agnus [ferialie];
17. Sanctus und Agnus;
18. Sanctus;
19. Agnus Dei.

### Psalmiin cerkvene pesmi
1. In exitu Isreael (Psalm 113);
2. Magnificat primi toni;
3. Magnificat secundi toni;
4. Magnificat tertii toni;
5. Magnificat [quarti toni];
6. Magnificat sexti toni ad omnes versus;
7. Magnificat octavi toni;
8. Te Deum laudamus.

### Krajše sakralne skladbe
1. A solis ortus cardine;
2. Asperges me (1);
3. Asperges me (2);
4. Ave regina celorum;
5. Beata nobis gaudia;
6. Da pacem Domine;
7. Deo gracias;
8. Dixit sanctus Philippus;
9. Domitor Hectoris Paride;
10. Felix namque es;
11. Gloria laus et honor;
12. Inter natos mulierum (1);
13. Inter natos mulierum (2);
14. Nos qui vivimus;
15. Nove cantum melodie /Tanti gaude germinis/ ... enixa meritis (für die Taufe des Prinzen Anthoine von Burgund am 18. Januar 1431);
16. ‘Passions en nouvelle maniere’ (1438, verloren);
17. Quem terra pontus;
18. Salve sancta parens (1);
19. Salve sancta parens (2);
20. Sancti Dei omnes;
21. Ut queant laxis;
22. Veneremur virginem;
23. Veni Creator Spiritus;
24. Vox de celo ad Anthonium.

### Šansoni in balade
1. Adieu adieu mon joieulx souvenir;
2. Adieu jusques je vous revoye;
3. Adieu m’amour et ma maitresse;
4. Adieu ma doulce...;
5. Adieu mes tres belle amours;
6. Ainsi que a la foiz m’y souvient;
7. Amoureux suy et me vient toute joye;
8. Amours et qu’as tu en pensé;
9. Amours et souvenir de celle;
10. Ay douloureux disant helas;
11. Bien puist...;
12. C’est assez pour morir de dueil;
13. Comme femme desconfortée;
14. De plus en plus se renouvelle;
15. Depuis le congé que je pris;
16. En regardent votre tres doulx mantiens;
17. En sera il mieulx a voustre cuer;
18. Esclave puist yl devenir;
19. Helas que poray je plus faire;
20. Jamais tant que je vous revoye (2);
21. Je me recommande humblement;
22. Je ne fai tousjours que penser;
23. Je ne pouroye estre joyeux;
24. Je ne vis onques le pareille;
25. Joyeux penser et souvenir;
26. La merchi ma dame et Amours;
27. L’ami de ma dame ist venu;
28. Les tres doulx jeux du viaire ma dame;
29. Liesse m’a mandé salut;
30. Ma léesse a changié son nom;
31. Marguerite, fleur de valeur;
32. Mes yeulx ont fait mon cuer porter;
33. Mon cuer chante joyseusement;
34. Mon doulx espoir tres desireux las;
35. Mon seul et souverain desir;
36. Mort en merchy;
37. Nous vous verens bien Malebouche;
38. Plains de plours et gemissemens;
39. Pour prison ne pour maladie;
40. Qui veut mesdire si mesdie;
41. Quoy que Dangier, malebouche et leur gent;
42. Rendre me vieng a vous sauve la vie;
43. Se je souspire, plains et pleure;
44. Se j’eusse un seul peu d’esperanche;
45. Se la belle n’a le voloir;
46. Seule esgarée de tout joyeulx plaisir;
47. Tant plus ayme plus suy mal amé;
48. Tout a par moy afin qu’on ne me voie;
49. Toutes mes joyes;
50. Tristre plaisir et douleureuse joye;
51. Vostre alée me desplait tant;
52. Vostre tres douls regart plaisant;
53. [Textlos].

### Balade
1. Adieu mon amoureuse joye;
2. Amours merchi de trestout mon pooir;
3. Dueil angoisseus rage demeseurée;
4. J’ay tant de deul que nul homs peit avoir;
5. Je loe Amours et ma dame mercye;
6. Ma dame que j’ayme et croy;
7. Mesdisans m’ont cuidié desfaire.

### Bergerette, kombinacijska pesem
- Bergerette (pastirska pesem) brez besedila s kombinacijo šansona ‘Filles a marier’

### Priredbe, pesmi z isposojenimi melodijami
1. Mess-Zyklus mit tropiertem Kyrie ‘Omnipotens Pater’;
2. Missa ‘Pax vobis ego sum;
3. Gloria;
4. Gloria;
5. Magnificat sexti toni;
6. Alma Redemptoris mater;
7. Beate mater;
8. Quam pulchra es;
9. Virgo prefulgens;
10. Ce mois de mai;
11. Je cuidoye estre conforté;
12. Va tost mon amoureux desir;
13. Dame que j’ay loingtamp servie;
14. Esprix d’amours l’autre jour;
15. Faisons bonne chiere et lie;
16. Soyés loyal a vo povoir;
17. Veuillés hoster de che dangier;
18. Adieu ma tresbelle maistresse;
19. Bien vienguant ma tres redoubtée;
20. De ceste joieuse advenue;
21. Je ne porroye plus durer;
22. Je vous salue ma maistresse;
23. La tresorire de bonté;
24. L’une tresbelle l’une clere lune;
25. Mon coeur avoec vous s’en va;
26. Bien viegnes mon prinche gracieux;
27. Je n’atens plus de resonfort;
28. L’onneur de vous dame sans per;
29. Tous desplaisir m’en sont;
30. Va t’en mon desir gracieux.